# Svenne Hedlund
Sven Ove "Svenne" Hedlund (ur. 1 marca 1945 w Solna, zm. 3 grudnia 2022 w Värnamo, Szwecja) – szwedzki popowy piosenkarz. Był członkiem zespołu muzycznego Idolerna.

## Życiorys
Śpiewał w szwedzkich zespołach Clifftones i Hep Stars w latach 60. W 1968 piosenkarka Charlotte Walker, urodzona w 1944 przyszła żona Hedlunda, została członkinią zespołu, a w nadchodzącym roku sformowali duet Svenne & Lotta (zwany w kilku krajach "Sven & Charlotte").
Hedlund nagrywał w Szwecji, jego ostatnia płyta nosiła tytuł "Svenne Hedlund Sings Elvis in Memphis". Została wydana w 2010.